# 曹鳳
曹鳳（1457年—1509年），字鳴岐，號西野，河南汝寧府新蔡縣人，軍籍，明朝政治人物。

## 生平
成化十三年（1477年）參加丁酉科河南鄉試並考中第三十七名舉人。成化十七年（1481年）考中辛丑科會試第一百八十九名，三甲第九十五名進士。出任徽州府祁门县知县，弘治二年（1489年）五月出任陕西道监察御史，六年出任直隶巡按，又出任山东辽东巡按。弘治八年出任苏州府知府，十五年二月出任山西左参政，正德元年（1506年）五月出任湖广右布政使，二年正月出任都察院右副都御史、延绥巡抚。正德四年五月去世，享年五十三。

## 家族
曾祖曹恭；祖父曹英；父曹端，母劉氏。重庆下。